# Tovaquinha
Tovaquinha ou formigueiro-bandado (Dichrozona cincta) é uma espécie de ave da família Thamnophilidae. É a única espécie do género Dichrozona.
Pode ser encontrada nos seguintes países: Bolívia, Brasil, Colômbia, Equador, Peru e Venezuela.
Os seus habitats naturais são: florestas subtropicais ou tropicais húmidas de baixa altitude.